# Luis María Lorente y Armesto
Luis María Lorente y Armesto fue subgobernador y gobernador del Banco Hipotecario de España desde 1915.

## Biografía
En 1915 fue nombrado subgobernador del Banco Hipotecario de España, siendo gobernador Francisco Laiglesia, que venía ostentando el cargo desde 1903. 
En octubre de 1922, a la muerte de Laiglesia, pasó a ser gobernador del BHE, cargo que ostentaría hasta su propia muerte en diciembre de 1936. Iniciada la Guerra civil española, el banco Hipotecario se divide en dos secciones. En Burgos ostenta la dirección el comisario de la Banca oficial Antonio Goicoechea. 
En 1934 había sido nombrado primero subgobernador y luego subgobernador-gerente José Navarro-Reverter Gomis. 
Ramírez Yáñez cuenta : 

El 7 de agosto apareció en la "Gaceta" una orden suspendiendo en sus cargos al Gobernador, Subgobemadores y Consejo de Administración del BHE, siendo nombrado en su lugar un Comité Directivo formado por vanos empleados del Banco y otros elementos ajenos al Establecimiento.
Manuel Ramírez Yáñez.